# Société hydroélectrique de l'Eau d'Olle
La Société hydroélectrique de l'Eau d'Olle est une société électrique française créée en 1907 pour la construction du barrage du Verney, en Isère.

## Histoire

### La création
La Société hydroélectrique de l'Eau d'Olle fut créée à Lancey en 1907 par Maurice Bergès, fils d'Aristide Bergès, maire de Villard-Bonnot, conseiller général, industriel et actif dans l'éclairage de la vallée du Grésivaudan. Il s'agit d'exploiter le torrent qui prend sa source à 2 068 mètres d'altitude au col de la Croix de Fer. 
C’est au début du XXe siècle que les premières études d’implantation démarrèrent sous l’impulsion de Maurice Bergès, fils d'Aristide Bergès. Georges Ferrand, figure de la Dauphinoise (Société dauphinoise d’études et de montages) prit en charge l’aménagement de la première chute de l’Eau d’Olle, pour les ouvrages d’amenée, de 6 km de long et 1,30 m de diamètre. Pour faire les relevés topographiques et réaliser les études, 3 téléphériques et un plan incliné ont été spécialement étudiés et installés. Les conduites fixèrent de nouveaux standards dans la construction des hydromécaniques. La centrale fut initialement équipée de 3 groupes Girard de 3 400 CV et 2 groupes auxiliaires. Un groupe Pelton de 6 000 CV s'y ajoute en 1911. 
Le barrage, d'une puissance de plus de 16 000 CV, sera à l'origine de la construction dès 1909 de la première ligne à haute tension de 60 000 volts entre Grenoble et Saint-Chamond, l'un des premiers grands équipements électriques du pays.

### Le rachat par l’Aluminium français et la guerre
En 1912, la société L’Aluminium français devient propriétaire de la SHEO. Elle installe une troisième conduite forcée pour doter la centrale d’un cinquième groupe de 4 500 CV, conduisant à agrandir le bâtiment, dont l'électricité est distribuée jusqu’à Saint-Étienne, Saint-Chamond et Roanne. Parmi les grands clients, la Compagnie électrique de la Loire et du Centre, issue de la fusion en 1912 de la Compagnie électrique de la Loire et de l'énergie électrique du Centre.
La guerre stoppa les travaux. Devenus une priorité pour soutenir l’effort de guerre, ils redémarrèrent en 1915, opérés en partie par la société Ravix et Ancian, aidés par des prisonniers allemands, qui travaillent aussi sur l’ancienne usine du Rivier d’Allemont, située aussi dans la vallée de l’Eau d’Olle. Les établissements Fives-Lille, occupés par les Allemands, ne purent livrer tous les alternateurs : les derniers durent être commandés aux États-Unis.

### Période post-nationalisation
La société est nationalisée en 1945. La centrale fera l’objet d’une rénovation majeure par EDF, à la suite d'une coulée de boue importante en 1956. Elle est ensuite privée en 1985 d’une partie du débit naturel du torrent de l’Eau d’Olle, détourné pour le barrage de Grand'Maison, opéré par EDF. Les deux ouvrages constituent constitue l'ensemble hydroélectrique du vallon de l'Eau d'Olle, station de transfert d'énergie par pompage.